# Holocentropus stagnalis
Holocentropus stagnalis är en nattsländeart som först beskrevs av Albarda 1874.  Holocentropus stagnalis ingår i släktet Holocentropus och familjen fångstnätnattsländor. Enligt den finländska rödlistan är arten starkt hotad i Finland. Arten är reproducerande i Sverige. Artens livsmiljö är sjöar. Inga underarter finns listade i Catalogue of Life.